# Crypt Killer
Crypt Killer (ヘンリー エクスプローラーズ?, Henry Explorers) è un videogioco arcade del 1995 sviluppato da Konami. Nel 1997 il titolo ha ricevuto conversioni per PlayStation, Sega Saturn e Microsoft Windows.

## Modalità di gioco
Sparatutto con pistola ottica, nella versione PlayStation il gioco era compatibile con la periferica Konami Justifier di Lethal Enforcers.